# Worldwar: Upsetting the Balance
Upsetting the Balance ist der dritte Roman der Worldwar-Tetralogie des Autors Harry Turtledove. Nachdem im Jahr 1941 reptiloide Außerirdische über der Erde erschienen sind und einen religiös motivierten Eroberungsfeldzug begonnen haben, hat sich der Verlauf der Geschichte drastisch geändert und ein globaler Atomkrieg beginnt zu eskalieren.
Das Buch wird von Worldwar: Striking the Balance gefolgt.

## Inhalt
Die reptiloiden Angehörigen der Rasse (engl. The Race) belagern weiterhin die Erde, sind jedoch geschockt davon, dass die primitiv geglaubten Menschen ihnen mit der Zündung einer Atommine ungeahnte Verluste beizubringen vermochten. Ihre zurückliegenden planetaren Eroberungskampagnen hatte jeweils nur einige Dutzend beziehungsweise einige Hundert Opfer in den eigenen Reihen gefordert.
Der von den Japanern gefolterte Pilot der Rasse namens Teerts entkommt und informiert seine Vorgesetzten vom japanischen Atomprogramm, was zur Folge hat, dass die Rasse Tokio durch nuklearen Beschuss vernichtet.
Die Vereinigten Staaten und Deutschland intensivieren ihre Atomprogramme, während die Rasse eine Invasion der britischen Hauptinseln beginnt. Die Menschen nutzen jedoch die Angewohnheit der Rasse, keine Kleidung zu tragen, und dezimieren sie durch den Einsatz von Senfgas massiv, was die Deutschen animiert, Sarin und Tabun gegen die Rasse einzusetzen.
Die Rasse bombardiert als Reaktion intensiv London und zerstört dabei Big Ben.
In Sibirien kommt es schließlich zu einer Meuterei unter den Soldaten der Rasse, etwas, was in ihrer autoritären Kultur zuvor unvorstellbar gewesen war. Verantwortlich dafür ist auch die immer weiter um sich greifende Ingwer-Sucht der Soldaten.

## Dramatis personæ
- Otto Skorzeny
- Heinrich Jäger: Deutscher Panzerkommandant
- Jens Larssen: Am Manhattan-Projekt beteiligter Physiker
- Sam Yeager: Baseballspieler der Decatur Commodores
- Fleetlord Atvar: Oberster Kommandant der außerirdischen Invasionsflotte
- Ussmak: Führer eines Aufstandes unter den in Sibirien stationierten Soldaten der Rasse